# Wahania sezonowe

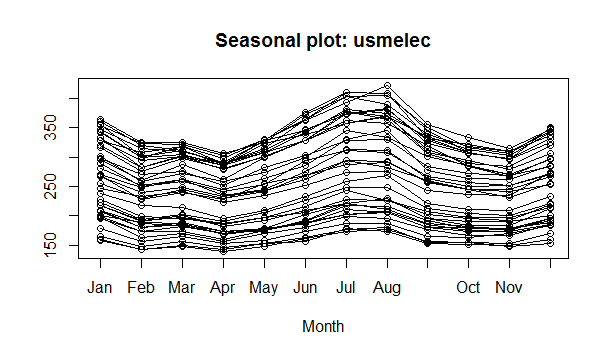
Wykres wahań sezonowych zużycia prądu w USA.

Wahania sezonowe, sezonowość – okresowy składnik w modelu zależności badanej cechy statystycznej od czasu.
Najczęściej występuje sezonowość roczna, tygodniowa oraz dzienna.

## Modelowanie sezonowości
W modelach opartych na regresji liniowej, logistycznej i ogólnie GLM, sezonowość można uwzględnić np. wprowadzając do modelu sztuczną okresową zmienną {\displaystyle t} opisującą czas, o okresie 1 (np. numer dnia w roku dzielony przez 365) i jej kolejne potęgi (np. {\displaystyle t^{2},t^{3}}).
W tego typu modelach zmienne (w tym {\displaystyle t,t^{2},t^{3}}) wchodzą w skład kombinacji liniowej, np. dla regresji liniowej model będzie miał postać:
{\displaystyle y=c+a_{1}x_{1}+a_{2}x_{2}+\ldots +a_{n}x_{n}+b_{1}t+b_{2}t^{2}+b_{3}t^{3}+\varepsilon ,}
gdzie:
{\displaystyle 0\leqslant t\leqslant 1} – okresowa zmienna opisująca czas,
{\displaystyle x_{1},\dots ,x_{n},t,t^{2},t^{3}} – z punktu widzenia modelu zmienne objaśniające,
{\displaystyle y} – zmienna objaśniana,
{\displaystyle c,a_{1},\dots ,a_{n},b_{1},b_{2},b_{3}} – współczynniki modelu,
{\displaystyle \varepsilon } – błąd.
Model liniowy automatycznie dopasuje do danych wielomian {\displaystyle b_{1}t+b_{2}t^{2}+b_{3}t^{3},} który będzie oddawał wpływ sezonowości. Żądając dodatkowo spełnienia warunku {\displaystyle b_{1}+b_{2}+b_{3}=0} (np. w SAS 4GL służy do tego słowo kluczowe RESTRICT) zapewnimy ciągłość wielomianu na granicy okresów (np. z roku na rok).
Inna popularna metoda, łatwiejsza do zrozumienia, lecz mniej efektywna, polega na podziale okresu na równe odcinki (np. roku na miesiące), a następnie wyliczeniu średniej ze zmiennej objaśnianej w każdym z nich i wprowadzenie tej średniej do modelu albo po prostu odjęcie jej od predyktora, jeśli jest tylko jeden.
Należy pamiętać, że aby uwzględnić sezonowość w zbiorze uczącym muszą znajdować się dane z kilku okresów, w przeciwnym wypadku możemy nie odróżnić sezonowości od trendu.